# Чиказька друкарська машинка (серіал)
Чиказька друкарська машинка (кор. 시카고 타자기) — це південнокорейський телесеріал, що розповідає історію про Се Чу, корейського письменника; Чон Соль та привида Чін О, яких поєднує спільне минуле в попередньому житті. Серіал показувався щоп'ятниці та щосуботи на каналі tvN з 7 квітня по 3 червня 2017 року. У головних ролях Ю А Ін, Ім Су Чон та Ко Кьон Пхьо.

## Сюжет
Корейський письменник, Се Чу вирушає до Америки, де в крамниці він помітив друкарську машинки і захотів її купити. Однак власник повідомив, що вона не продається. Чон Соль, найбільша і найперша фанатка Се Чу, працює ветеринаром і утримує свій власний сервіс доставки. Коли Се Чу повернувся до Сеула, то та друкарська машинка почала самостійно писати рядки тексту і заважати власнику, щоб її відправили до Се Чу. Тому він її відправляє до Кореї. Чон Соль отримує замовлення на доставлення цього відправлення до письменника. Після отримання цієї друкарської машинки Се Чу з часом відкриває, що в його домі поселився привид Чін О, який став привидом-письменником.

## Акторський склад

### Головні ролі
- Ю А Ін у ролі Хан Се Чу[2][3]

Хан Се Чу — це відомий корейський письменник, який випустив свою першу книжку в 23 роки. Його романи стали бестселерами. Однак він починає впадати до депресії, що сам не може написати жодного роману. Коли він зустрівся з Ван Пан Улем, то вона сказала, що його життя може скоре завершитися, якщо він не зустріне і відштовхне двох людей. Згодом із ним трапляється аварія, але його від смерті рятує Чон Соль. Після цього, він відкриває, що в його домі поселився привид, Ю Чін О, який пише книгу на друкарській машинці. Коли Се Чу почав втрачати своє обличчя, як письменник, то він укладає договір з Ю Чін О про те, що Чін О стає літературним негром. 
- Ім Су Чон у ролі Чон Соль[2][3]

Чон Соль є книжним черв'яком, а також сильно фанатіє від знаменитостей, особливо від письменників. Серед своїх фаворитів вона має Хан Се Чу та Пек Тхе Міна. Однак, попри те, що вона була найпершою фанаткою Се Чу, після декількох невдалих з ним зустрічей, вона стає його анти-фанатом. Також іноді, коли спить бачить сни про події з її минулого життя. Вона отримала від батька годинник, який є для неї найціннішою річчю на згадку про нього.   
- Ко Кьон Пхьо у ролі Ю Чін О[2][3]

Ю Чін О — це привид, що замкнутий в чиказькій друкарській машинці. Він має виконати своє завдання, що полягає в закінченні написання книги, яку почав писати Хан Се Чу в колишньому житті. Також він хоче дізнатися, що трапилося з ним тоді в часи японської окупації. Він укладає угоди щодо написання роману та руйнування будь-яких романтичних відношень Чон Соль з іншими чоловіками.

### Другорядні ролі
- Чо У Чін у ролі Каль Чі Сок[3]
- Ян Чін Сон у ролі Ма Пан Чін[3]
- Чон Су Кьон у ролі Ван Пан Уль[3]
- Кан Хон Сок у ролі Вон Те Хан[3]
- Чі Те Хан у ролі Вон Ман Хе[3]

#### Прийомна сім'я Хан Се Чу
- Квак Сі Ян у ролі Пек Тхе Мін[4][3]
- Чхон Хо Чін у ролі Пек То Ха[3]
- Чо Кьон Сук у ролі Хон Со Хий[3]

## Оригінальні звукові доріжки

### Повний альбом
| Chicago Typewriter (Original Television Soundtrack) | Chicago Typewriter (Original Television Soundtrack) | Chicago Typewriter (Original Television Soundtrack) | Chicago Typewriter (Original Television Soundtrack) |
| #                                                   | Назва                                               | Виконавець                                          | Тривалість                                          |
| --------------------------------------------------- | --------------------------------------------------- | --------------------------------------------------- | --------------------------------------------------- |
| 1.                                                  | «Chicago Typewriter»                                | Нам Хє Син, Пак Сан Хий                             | 3:05                                                |
| 2.                                                  | «Satellite»                                         | SALTNPAPER                                          | 3:52                                                |
| 3.                                                  | «Blooming Memories»                                 | Є Рін Пек                                           | 3:43                                                |
| 4.                                                  | «Writing Our Stories»                               | SG Wannabe                                          | 3:59                                                |
| 5.                                                  | «Be My Light»                                       | Kevin Oh                                            | 3:48                                                |
| 6.                                                  | «Come With Me»                                      | Boni Pueri                                          | 3:58                                                |
| 7.                                                  | «Time Walk»                                         | Boni Pueri                                          | 3:30                                                |
| 8.                                                  | «Satellite»                                         | SALTNPAPER (Inst.)                                  | 3:52                                                |
| 9.                                                  | «Blooming Memories (Inst.)»                         | Є Рін Пек                                           | 3:43                                                |
| 10.                                                 | «Writing Our Stories (Inst.)»                       | SG Wannabe                                          | 3:37                                                |
| 11.                                                 | «Be My Light (Inst.)»                               | Kevin Oh                                            | 3:48                                                |
| 12.                                                 | «Eugene Oh, the Ghost Writer»                       | Нам Хє Син, Пак Сан Хий                             | 2:36                                                |
| 13.                                                 | «Pointing a Gun»                                    | Нам Хє Син, Пак Сан Хий                             | 3:02                                                |
| 14.                                                 | «The Legend of Saejoo Hahn»                         | Нам Хє Син, Пак Сан Хий                             | 3:21                                                |
| 15.                                                 | «Time Travel»                                       | Нам Хє Син, Пак Сан Хий                             | 3:11                                                |
| 16.                                                 | «Remember the Novel We Wrote That Day»              | Нам Хє Син, Пак Сан Хий                             | 3:10                                                |

### Альбом частинами
| Chicago Typewriter (Original Television Soundtrack), Pt. 1 | Chicago Typewriter (Original Television Soundtrack), Pt. 1 | Chicago Typewriter (Original Television Soundtrack), Pt. 1 | Chicago Typewriter (Original Television Soundtrack), Pt. 1 |
| #                                                          | Назва                                                      | Виконавець                                                 | Тривалість                                                 |
| ---------------------------------------------------------- | ---------------------------------------------------------- | ---------------------------------------------------------- | ---------------------------------------------------------- |
| 1.                                                         | «Satellite»                                                | SALTNPAPER                                                 | 3:52                                                       |
| 2.                                                         | «Satellite (Inst.)»                                        | SALTNPAPER                                                 | 3:52                                                       |

| Chicago Typewriter (Original Television Soundtrack), Pt. 2 | Chicago Typewriter (Original Television Soundtrack), Pt. 2 | Chicago Typewriter (Original Television Soundtrack), Pt. 2 | Chicago Typewriter (Original Television Soundtrack), Pt. 2 |
| #                                                          | Назва                                                      | Виконавець                                                 | Тривалість                                                 |
| ---------------------------------------------------------- | ---------------------------------------------------------- | ---------------------------------------------------------- | ---------------------------------------------------------- |
| 1.                                                         | «Blooming Memories»                                        | Є Рін Пек                                                  | 3:43                                                       |
| 2.                                                         | «Blooming Memories (Inst.)»                                | Є Рін Пек                                                  | 3:43                                                       |

| Chicago Typewriter (Original Television Soundtrack), Pt. 3 | Chicago Typewriter (Original Television Soundtrack), Pt. 3 | Chicago Typewriter (Original Television Soundtrack), Pt. 3 | Chicago Typewriter (Original Television Soundtrack), Pt. 3 |
| #                                                          | Назва                                                      | Виконавець                                                 | Тривалість                                                 |
| ---------------------------------------------------------- | ---------------------------------------------------------- | ---------------------------------------------------------- | ---------------------------------------------------------- |
| 1.                                                         | «Writing Our Stories»                                      | SG Wannabe                                                 | 3:59                                                       |
| 2.                                                         | «Writing Our Stories (Inst.)»                              | SG Wannabe                                                 | 3:37                                                       |

| Chicago Typewriter (Original Television Soundtrack), Pt. 4 | Chicago Typewriter (Original Television Soundtrack), Pt. 4 | Chicago Typewriter (Original Television Soundtrack), Pt. 4 | Chicago Typewriter (Original Television Soundtrack), Pt. 4 |
| #                                                          | Назва                                                      | Виконавець                                                 | Тривалість                                                 |
| ---------------------------------------------------------- | ---------------------------------------------------------- | ---------------------------------------------------------- | ---------------------------------------------------------- |
| 1.                                                         | «Be My Light»                                              | Kevin Oh                                                   | 3:48                                                       |
| 2.                                                         | «Be My Light (Inst.)»                                      | Kevin Oh                                                   | 3:48                                                       |

| Chicago Typewriter (Original Television Soundtrack), Pt. 5 | Chicago Typewriter (Original Television Soundtrack), Pt. 5 | Chicago Typewriter (Original Television Soundtrack), Pt. 5 | Chicago Typewriter (Original Television Soundtrack), Pt. 5 |
| #                                                          | Назва                                                      | Виконавець                                                 | Тривалість                                                 |
| ---------------------------------------------------------- | ---------------------------------------------------------- | ---------------------------------------------------------- | ---------------------------------------------------------- |
| 1.                                                         | «Come With Me»                                             | Boni Pueri                                                 | 3:58                                                       |
| 2.                                                         | «Time Walk»                                                | Boni Pueri                                                 | 3:30                                                       |

## Рейтинги
Найнижчі рейтинги позначені синім кольором, а найвищі — червоним кольором.
| Номер #          | Дата показу      | Середня загальна кількість переглядів | Середня загальна кількість переглядів | Середня загальна кількість переглядів | Середня загальна кількість переглядів |
| Номер #          | Дата показу      | TNMS Ratings                          | AGB Nielsen                           | AGB Nielsen                           |                                       |
| Номер #          | Дата показу      | Загальнонаціональні                   | Загальнонаціональні                   | Сеул                                  |                                       |
| ---------------- | ---------------- | ------------------------------------- | ------------------------------------- | ------------------------------------- | ------------------------------------- |
| 1                | 7 квітня 2017    | 3,8 %                                 | 2,649 %                               | 2,924 %                               |                                       |
| 2                | 8 квітня 2017    | 3,2 %                                 | 2,882 %                               | 3,253 %                               |                                       |
| 3                | 14 квітня 2017   | 2,3 %                                 | 2,235 %                               | 2,555 %                               |                                       |
| 4                | 15 квітня 2017   | 2,6 %                                 | 2,094 %                               | 2,688 %                               |                                       |
| 5                | 21 квітня 2017   | 1,9 %                                 | 1,920 %                               | 1,847 %                               |                                       |
| 6                | 22 квітня 2017   | 2,6 %                                 | 2,236 %                               | 2,840 %                               |                                       |
| 7                | 29 квітня 2017   | 2,4 %                                 | 1,769 %                               | 2,546 %                               |                                       |
| 8                | 29 квітня 2017   | 2,8 %                                 | 2,449 %                               | 3,162 %                               |                                       |
| 9                | 12 травня 2017   | 3,7 %                                 | 2,322 %                               | 2,761 %                               |                                       |
| 10               | 13 травня 2017   | 2,0 %                                 | 2,275 %                               | 3,034 %                               |                                       |
| 11               | 19 травня 2017   | 2,5 %                                 | 2,450 %                               | 2,672                                 |                                       |
| 12               | 20 травня 2017   | 2,4 %                                 | 2,252 %                               | 2,954 %                               |                                       |
| 13               | 26 травня 2017   | 2,2 %                                 | 2,335 %                               | 2,795 %                               |                                       |
| 14               | 27 травня 2017   | 1,7 %                                 | 1,444 %                               | 1,762 %                               |                                       |
| 15               | 2 червня 2017    | 2,4 %                                 | 2,419 %                               | 2,975 %                               |                                       |
| 16               | 3 червня 2017    | 2,9 %                                 | 2,162 %                               | 2,551 %                               |                                       |
| Середнє значення | Середнє значення | 2,6 %                                 | 2,240 %                               | 2,707 %                               |                                       |